# Autostrada A3 (Algeria)
L'autostrada A3, chiamata anche l'autostrada dell'ovest (in francese l'autoroute de l'ouest), è una delle più importanti autostrade dell'Algeria. Ha una lunghezza di 558 km e collega la capitale Algeri con la parte occidentale del paese fino a raggiungere il confine con il Marocco. Il primo tratto è stato inaugurato nel 2008, esteso nel 2010.
Per la sua maggior parte, la A3 è parte integrante dei più ampi tracciati internazionali della Transmaghrebina, della TAH1 Cairo-Dakar, e per un breve tratto, anche della TAH2 Transahariana.

## Tabella percorso
La numerazione degli svincoli ha inizio sulla A2 dall'est e continua dalla 2a tangenziale di Algeri.
In grassetto le altre autostrade interconnesse.
| Autostrada dell'Ovest |                                                           |       |      |                |                |
| Tipo                  | Indicazione                                               | ↓km↓  | ↑km↑ | Provincia      | TAH            |
|                       | 1a Tangeziale Sud di Algeri                               | 0,0   | ..   | Algeri         | --             |
|                       | Baraki Est                                                | ..    | ..   | Algeri         | --             |
|                       | Tangeziale Est                                            | ..    | ..   | Algeri         | --             |
|                       | Baraki                                                    | ..    | ..   | Algeri         | --             |
|                       | Transahariana verso Algeri Centro                         | ..    | ..   | Algeri         | Trans Africana |
|                       | Baba Ali                                                  | ..    | ..   | Algeri         | Trans Africana |
| 38                    | 2a Tangenziale Sud                                        | 12,6  | ..   | Algeri         | Trans Africana |
| 39                    | Birtouta                                                  | ..    | ..   | Algeri         | Trans Africana |
| 39 Bis                | ---                                                       | ..    | ..   | Algeri         | Trans Africana |
| 40                    | Tangenziale Ovest                                         | 18,4  | ..   | Algeri         | Trans Africana |
| --                    | Tessala El Merdja                                         | ..    | ..   | Algeri         | Trans Africana |
| 41                    | Boufarik Nord                                             | ..    | ..   | Blida          | Trans Africana |
| 41B                   | Boufarik Ovest                                            | ..    | ..   | Blida          | Trans Africana |
| 42                    | Beni Mered                                                | ..    | ..   | Blida          | Trans Africana |
| 43                    | ---                                                       | ..    | ..   | Blida          | Trans Africana |
| 43 Bis                | Blida Centro                                              | ..    | ..   | Blida          | Trans Africana |
| --                    | Blida Ovest                                               | ..    | ..   | Blida          | Trans Africana |
| 44                    | Chiffa Autostrada A1 Nord-Sud Transahariana               | 47,7  | ..   | Blida          | Trans Africana |
| 45                    | Mouzaia                                                   | ..    | ..   | Blida          | Trans Africana |
|                       | Area di servizio di Tamesguida                            | ..    | ..   | Blida          | Trans Africana |
| 46                    | El Affroun - Hadjout                                      | ..    | ..   | Blida          | Trans Africana |
| 47                    | Boumedfaâ                                                 | ..    | ..   | Aïn Defla      | Trans Africana |
|                       | Area di servizio                                          | ..    | ..   | Aïn Defla      | Trans Africana |
| 48                    | Khemis Miliana                                            | 108,0 | ..   | Aïn Defla      | Trans Africana |
|                       | Area di servizio di Doui                                  | ..    | ..   | Aïn Defla      | Trans Africana |
| 49                    | Aïn Defla                                                 | ..    | ..   | Aïn Defla      | Trans Africana |
|                       | Area di sosta                                             | ..    | ..   | Aïn Defla      | Trans Africana |
| 50                    | El Attaf Aire de Tiberkanine                              | ..    | ..   | Aïn Defla      | Trans Africana |
| 51                    | Oued Fodda                                                | ..    | ..   | Chlef          | Trans Africana |
|                       | Area di sosta                                             | ..    | ..   | Chlef          | Trans Africana |
| 52                    | Chlef Est - Ténès                                         | 194,0 | ..   | Chlef          | Trans Africana |
|                       | Area di sosta                                             | ..    | ..   | Chlef          | Trans Africana |
| 53                    | Oued Sly - Chlef Ouest                                    | ..    | ..   | Chlef          | Trans Africana |
|                       | Area di servizio di Dahra                                 | ..    | ..   | Chlef          | Trans Africana |
| 54                    | Boukadir                                                  | ..    | ..   | Chlef          | Trans Africana |
|                       | Area di servizio in costruzione                           | ..    | ..   | Relizane       | Trans Africana |
|                       | Area di servizio di Oued Rhiou                            | ..    | ..   | Relizane       | Trans Africana |
| 55                    | Oued Rhiou                                                | ..    | ..   | Relizane       | Trans Africana |
| -                     | Area di servizio di El H'madna                            | ..    | ..   | Relizane       | Trans Africana |
| 56                    | A60 Raccordo di Mostaganem - El H'madna                   | ..    | ..   | Relizane       | Trans Africana |
| 57                    | Relizane                                                  | 284,0 | ..   | Relizane       | Trans Africana |
| -                     | Area di servizio di Yellel                                | ..    | ..   | Relizane       | Trans Africana |
| 58                    | Yellel - Mostaganem                                       | ..    | ..   | Relizane       | Trans Africana |
| -                     | Area di servizio di El Ghomri                             | ..    | ..   | Mascara        | Trans Africana |
| 59                    | Mostaganem - Mohammadia Mascara Nord                      | ..    | ..   | Mascara        | Trans Africana |
| -                     | Area di servizio di Baba Ali                              | ..    | ..   | Mascara        | Trans Africana |
| 60                    | Sig - Arzew Mascara Ovest                                 | ..    | ..   | Mascara        | Trans Africana |
| 61                    | A62 Raccordo di Orano                                     | 374,0 | ..   | Mascara        | Trans Africana |
| -                     | Area di servizio di Tessala                               | ..    | ..   | Sidi Bel Abbès | Trans Africana |
| 62                    | Aïn El Berd                                               | ..    | ..   | Sidi Bel Abbès | Trans Africana |
| 63                    | Sidi Bel Abbès                                            | 425,0 | ..   | Sidi Bel Abbès | Trans Africana |
| -                     | Area di servizio di Sidi Yacoub                           | ..    | ..   | Sidi Bel Abbès | Trans Africana |
| 64                    | Sidi Ali Boussidi                                         | ..    | ..   | Sidi Bel Abbès | Trans Africana |
| 65                    | Tlemcen Est Area di servizio di Zianides                  | ..    | ..   | Tlemcen        | Trans Africana |
| 66                    | Tlemcen Ovest                                             | 504,0 | ..   | Tlemcen        | Trans Africana |
| 67                    | Hammam Boughrara                                          | ..    | ..   | Tlemcen        | Trans Africana |
| 68                    | Maghnia - Strada nazionale 7 fine autostrada in esercizio | 550,0 | ..   | Tlemcen        | Trans Africana |
|                       | Dogana in costruzione                                     | ..    | ..   | Tlemcen        | Trans Africana |
|                       | Confine di Stato Algeria-Marocco                          | 558,0 | ..   | Tlemcen        | Trans Africana |